# Сборная Бразилии по теннису в Кубке Дэвиса
Сборная Бразилии в Кубке Дэвиса — мужская теннисная команда, представляющая Бразилию в Кубке Дэвиса, главном регулярном международном турнире национальных мужских теннисных сборных.

## История
Сборная Бразилии выступает в Кубке Дэвиса с 1932 года. Со времени основания Мировой группы в 1981 году бразильцы провели в ней 12 лет (выиграв 6 и проиграв 12 матчей).
Лучшие достижения сборной Бразилии в Кубке Дэвиса:
- до 1981 года — 1966 и 1971 годы, когда команда доходила до финала межзонального турнира — круга соревнований, непосредственно предшествовавшего раунду вызова, где разыгрывался основной трофей;
- начиная с 1981 года — 1992 и 2000 годы, когда команда доходила до полуфинала Мировой группы

Безусловным лидером команды за всю её историю является Томас Кох, которому принадлежат все основные рекорды сборной. Кох вместе с Жозе Эдисоном Мандарину дважды выводил команду в финал межзонального турнира. В 1992 году лидером сборной, пробившейся в полуфинал Мировой группы, был Жайми Онсинс, выигравший все свои игры в матчах со сборными Германии и Италии, а в 2000 году команде, помимо Онсинса, приносили очки Густаво Куэртен и Фернанду Мелигени.

## Рекорды и статистика

### Команда
- Самая длинная серия побед — 6 (апрель 1990 — сентябрь 1992, включая победы над сборными Чили, Перу, Уругвая, Индии, Германии и Италии — последние две в Мировой группе)
- Самая крупная победа — 5:0 по играм, 13:0 по сетам, 76:18 по геймам (со сборной  Нидерландских Антильских островов, 2005)
- Самый длинный матч — 16 часов 30 минут ( Бразилия —  Эквадор 2:3, 2009)
  - Наибольшее количество геймов в матче — 248 ( Уругвай —  Бразилия 2:3, 1983)
- Самая длинная игра — 6 часов 42 минуты ( Леонардо Майер —  Жуан Соуза 7:6(4) 7:6(5) 5:7 5:7 15:13, 2015)
  - Наибольшее количество геймов в игре — 81 ( Карлус Кирмайр —  Ули Пиннер 6:2 11:13 21:19 6:3, 1981)
- Наибольшее количество геймов в сете — 44 ( Арманду Виэйра/Карлус Алберту Фернандис —  Арье Авидан-Вайс/Элеазар Давидман, 1957)

### Игроки
- Наибольшее количество сезонов — 16 (Томас Кох)
- Наибольшее количество матчей — 44 (Томас Кох)
- Наибольшее количество игр — 118 (Томас Кох, 74—44)
- Наибольшее количество побед в играх — 74 (Томас Кох, 74—44)
  - Наибольшее количество побед в одиночном разряде — 46 (Томас Кох, 46—32)
  - Наибольшее количество побед в парном разряде — 28 (Томас Кох, 28—12)
  - Самая успешная пара — Томас Кох/Жозе Эдисон Мандарину (23—9)
- Самый молодой игрок — 16 лет и 151 день (Фернанду Руэзи, 24 августа 1965)
- Самый возрастной игрок — 40 лет и 5 дней (Бруно Соарес, 4 марта 2022)

## Состав в сезоне 2023 года
- Марсело Демолинер
- Рафаэл Матос
- Фелипе Мелигени Родригес Алвес
- Тьягу Монтейру
- Матеус Пусинелли де Алмейда
- Тьягу Сейбот Уайлд
- Густаво Эйде

Капитан — Жайми Онсинс.

## Недавние матчи

### I Мировая группа, 2023 год
| Дания 1 | Centro Cultural de Viana do Castelo, Хиллерёд, Дания 15–16 сентября 2024 Хард(i) | Centro Cultural de Viana do Castelo, Хиллерёд, Дания 15–16 сентября 2024 Хард(i)      | Бразилия 3 |      |          |            |
| \| \| \| \| 1 \| 2 \| 3 \| \| \| - \| \| ------------------------------------------------------------------------------------- \| ---- \| ---- \| -------- \| ---------- \| \| 1 \| \| Хольгер Руне Тьягу Монтейру \| 7 64 \| 65 7 \| 2 6 \| \| \| 2 \| \| Аугуст Хольмгрен Тьягу Сейбот Уайлд \| 4 6 \| 2 6 \| \| \| \| 3 \| \| Йоханнес Ингильдсен / Кристиан Сигсгорд Рафаэл Матос / Фелипе Мелигени Родригес Алвес \| 7 65 \| 5 7 \| 65 7 \| \| \| 4 \| \| Эльмер Мёллер Марсело Демолинер \| 6 3 \| 6 78 \| [10] [4] \| \| \| 5 \| \| Аугуст Хольмгрен Тьягу Монтейру \| \| \| \| not played \| |                                                                                  |                                                                                       |            |      |          |            |
| |                                                                                  |                                                                                       | 1          | 2    | 3        |            |
| 1 | Флаг Дании · Флаг Бразилии                                                       | Хольгер Руне Тьягу Монтейру                                                           | 7 64       | 65 7 | 2 6      |            |
| 2 | Флаг Дании · Флаг Бразилии                                                       | Аугуст Хольмгрен Тьягу Сейбот Уайлд                                                   | 4 6        | 2 6  |          |            |
| 3 | Флаг Дании · Флаг Бразилии                                                       | Йоханнес Ингильдсен / Кристиан Сигсгорд Рафаэл Матос / Фелипе Мелигени Родригес Алвес | 7 65       | 5 7  | 65 7     |            |
| 4 | Флаг Дании · Флаг Бразилии                                                       | Эльмер Мёллер Марсело Демолинер                                                       | 6 3        | 6 78 | [10] [4] |            |
| 5 | Флаг Дании · Флаг Бразилии                                                       | Аугуст Хольмгрен Тьягу Монтейру                                                       |            |      |          | not played |

### Плей-офф I Мировой группы, 2023 год
| Бразилия 4 | Estádio de Tênis Guga Kuerten, Флорианополис, Бразилия 3–4 февраля 2023 Грунт | Estádio de Tênis Guga Kuerten, Флорианополис, Бразилия 3–4 февраля 2023 Грунт | Китай 0 |     |   |            |
| \| \| \| \| 1 \| 2 \| 3 \| \| \| - \| \| ---------------------------------------------------------------- \| --- \| --- \| - \| ---------- \| \| 1 \| \| Матеус Пусинелли де Алмейда Те Ригеле \| 6 1 \| 6 2 \| \| \| \| 2 \| \| Тьягу Монтейру Цуй Цзе \| 6 3 \| 6 4 \| \| \| \| 3 \| \| Рафаэл Матос / Фелипе Мелигени Родригес Алвес Цуй Цзе / Чжан Цзэ \| 6 2 \| 6 3 \| \| \| \| 4 \| \| Густаво Эйде Те Ригеле \| 3 0 \| \| \| retired \| \| 5 \| \| Матеус Пусинелли де Алмейда Цуй Цзе \| \| \| \| not played \| |                                                                               |                                                                               |         |     |   |            |
| |                                                                               |                                                                               | 1       | 2   | 3 |            |
| 1 | Флаг Бразилии · Флаг Китайской Народной Республики                            | Матеус Пусинелли де Алмейда Те Ригеле                                         | 6 1     | 6 2 |   |            |
| 2 | Флаг Бразилии · Флаг Китайской Народной Республики                            | Тьягу Монтейру Цуй Цзе                                                        | 6 3     | 6 4 |   |            |
| 3 | Флаг Бразилии · Флаг Китайской Народной Республики                            | Рафаэл Матос / Фелипе Мелигени Родригес Алвес Цуй Цзе / Чжан Цзэ              | 6 2     | 6 3 |   |            |
| 4 | Флаг Бразилии · Флаг Китайской Народной Республики                            | Густаво Эйде Те Ригеле                                                        | 3 0     |     |   | retired    |
| 5 | Флаг Бразилии · Флаг Китайской Народной Республики                            | Матеус Пусинелли де Алмейда Цуй Цзе                                           |         |     |   | not played |